# Ljudmila
Ljudmila ist ein slawischer weiblicher Vorname.

## Herkunft und Bedeutung
Der Name setzt sich aus den slawischen Elementen ljud „Leute“, „Menschen“ und mil „lieb“, „Gunst“.
In der sorbischen, tschechischen und slowenischen Sprache wird er ohne das j geschrieben, das die Erweichung des l bezeichnet (Ludmila).

## Varianten und Schreibweisen
- slowakisch: Ľudmila
- russisch und bulgarisch: Людмила – Ljudmila
- ukrainisch: Людмила – Ljudmyla
- belarussisch: Людміла – Ljudmila
- serbisch: Људмила – Ljudmila
- Kurzform: Ljuda

weitere Varianten: siehe Ludmilla

## Namenstage
- Bulgarien: 16. September
- Russland: 7. Mai und 29. September
- neu: 26. Januar – nach der heiligen Ljudmila Petrova[2]

## Namensträgerinnen
Ljudmila
- Ljudmila Arlouskaja (* 1973), belarussische Biathletin
- Ljudmila Michailowna Alexejewa (1927–2018), russische Historikerin und Menschenrechtsaktivistin
- Ljudmila Jewgenjewna Beloussowa (1935–2017), russische Eiskunstläuferin
- Ljudmila Walentinowna Berlinskaja (* 1960), russische Pianistin und Schauspielerin
- Ljudmila Iwanowna Bragina (* 1943), russische Sportlerin
- Ljudmila Georgijewna Chruschkowa (* 1943), sowjetisch-abchasische Archäologin und Hochschullehrerin
- Ljudmila Wjatscheslawowna Dymtschenko (* 1977), russische Freestyle-Skierin
- Ljudmila Iwanowna Galkina (* 1972), russische Leichtathletin
- Ljudmila Markowna Gurtschenko (1935–2011), russische Schauspielerin
- Ljudmila Karolik (* 1975), belarussische Skilangläuferin
- Ljudmila Wsewolodowna Keldysch (1904–1976), sowjetische Mathematikerin
- Ljudmila Andrejewna Kondratjewa (* 1958), sowjetisch-russische Leichtathletin
- Ljudmila Lwowna Konowalowa (* 1984), russische Ballerina und Primaballerina
- Ljudmila Andrejewna Kuprijanowa (1914–1987), sowjetische Botanikerin
- Ljudmila Anatoljewna Litwinowa (* 1985), russische Leichtathletin
- Ljudmila Alexandrowna Ljulko (1923–1967), sowjetische Schauspielerin
- Ljudmila Iljinitschna Maslakowa (* 1952), sowjetische Sprinterin
- Ljudmila Nikolajewna Murawjowa (* 1940), russische Leichtathletin (Diskuswurf)
- Ljudmila Nikojane (* 1979), armenische Tennis- und aktive Beachtennisspielerin
- Ljudmila Alexejewna Pachomowa (1946–1986), sowjetische Eiskunstläuferin
- Ljudmila Mychailiwna Pawlitschenko (1916–1974), sowjetische Scharfschützin
- Ljudmila Petruschewskaja (* 1938), russische Schriftstellerin
- Ljudmila Iossifowna Pinajewa (* 1936), sowjetische Kanutin
- Ljudmila Alexandrowna Putina (* 1958), russische Linguistin, ehemalige Ehefrau des russischen Präsidenten Putin
- Ljudmila Wladimirowna Rudenko (1904–1986), sowjetische Schachspielerin
- Ljudmila Michailowna Saweljewa (* 1942), russische Schauspielerin
- Ljudmila Alexandrowna Schagalowa (1923–2012), sowjetische bzw. russische Schauspielerin
- Ljudmila Schiwkowa (1942–1981), bulgarische Politikerin
- Ljudmila Wassiljewna Sokolowa (1929–2015), sowjetische Fernsehmoderatorin und Schauspielerin
- Ljudmila Georgijewna Sykina (1929–2009), russische Sängerin
- Ljudmila Jewgenjewna Titowa (* 1946), russische Eisschnellläuferin
- Ljudmila Iwanowna Turischtschewa (* 1952), russische Turnerin
- Ljudmila Jewgenjewna Ulizkaja (* 1943), russische Schriftstellerin
- Ljudmila Alexandrowna Wolkenstein (1855–1906), russische Revolutionärin und Mitglied der Narodnaja Wolja
- Ljudmila Alexejewna Wolynskaja (1904–1978), sowjetische Schauspielerin

Ljudmyla
- Ljudmyla Arschannikowa (* 1958), sowjetisch-niederländische Bogenschützin
- Ljudmyla Beresnyzka (* 1957), ukrainische Kunsthistorikerin
- Ljudmyla Blonska (* 1977), ukrainische Siebenkämpferin
- Ljudmyla Denissowa (* 1960), ukrainische Juristin und Politikerin der Partei Volksfront
- Ljudmyla Dschyhalowa (* 1962), ukrainische Sprinterin
- Ljudmyla Jossypenko (* 1984), ukrainische Siebenkämpferin
- Ljudmyla Karatschkina (* 1948), ukrainische Astronomin
- Ljudmyla Kitschenok (* 1992), ukrainische Tennisspielerin
- Ljudmyla Kowalenko (* 1989), belarussische, ehemals ukrainische Langstreckenläuferin
- Ljudmyla Kutschma (* 1940), sowjetisch-ukrainische Konstrukteurin und Aktivistin, von 1994 bis 2005 First Lady der Ukraine
- Ljudmyla Lusan (* 1997), ukrainische Kanutin
- Ljudmyla Monastyrska (* 1975), ukrainische Opernsängerin der Stimmlage Sopran
- Ljudmyla Oljanowska (* 1993), ukrainische Geherin
- Ljudmyla Pyssarenko (* 1983), ukrainische Biathletin
- Ljudmyla Radtschenko (* 1932), sowjetisch-ukrainische Weitspringerin
- Ljudmyla Schurawlowa (* 1946), ukrainisch-sowjetische Astronomin
- Ljudmyla Semykina (1924–2021), ukrainische Künstlerin, Malerin und Textildesignerin
- Ljudmyla Staryzka-Tschernjachiwska (1868–1941), ukrainische Autorin, Übersetzerin und Kritikerin